# Rhinella justinianoi
Rhinella justinianoi är en groddjursart som först beskrevs av Harvey och Smith 1994.  Rhinella justinianoi ingår i släktet Rhinella och familjen paddor. IUCN kategoriserar arten globalt som sårbar. Inga underarter finns listade i Catalogue of Life.